# Campeonato Mundial de Piragüismo en Eslalon de 1955
El IV Campeonato Mundial de Piragüismo en Eslalon se celebró en Tacen (Yugoslavia) el 31 de julio de 1955 bajo la organización de la Federación Internacional de Piragüismo (ICF) y la Federación Yugoslava de Piragüismo.
Las competiciones se realizaron en el canal de piragüismo en eslalon acondicionado en el río Sava, al noroeste de la ciudad yugoslava.

## Medallistas

### Masculino
| Evento         | Oro | Plata                                                                                                   | Bronce |
| -------------- | --- | --- | --- |
| F1 individual  | Sigi Holzbauer RFA 223,5 s                                                                                     | Miroslav Duffek · Suiza · 231,2 s                                                                       | Jože Ilija Yugoslavia 243,0 s                                                                                            |
| C1 individual  | Vladimír Jirásek Checoslovaquia 244,0                                                                          | Luděk Beneš Checoslovaquia 262,0                                                                        | Karl-Heinz Wozniak RDA 284,5                                                                                             |
| C2 individual  | Claude Neveu Roger Paris Francia 270,9                                                                         | Dieter Friedrich Horst Kleinert RDA 272,2                                                               | František Hrabě Jiří Kotana Checoslovaquia 285,3                                                                         |
| F1 por equipos | Manfred Vogt Sigi Holzbauer Alois Würfmannsdobler RFA 326,6                                                    | Robert Fabian · Rudolf Klepp · Eduard Radelspöck · Austria · 395,0                                      | Dimitrij Skolil Vladimír Cibák Zdeněk Matějovský Checoslovaquia 402,2                                                    |
| C1 por equipos | Vladimír Jirásek Jiří Hradil Luděk Beneš Checoslovaquia 362,0                                                  | Karl-Heinz Wozniak Dieter Fritzsche Manfred Schubert RDA 617,5                                          | Roland Bardet · Jean-Claude Tochon · Robert Inhelder · Suiza · 858,0                                                     |
| C2 por equipos | Checoslovaquia František Hrabě / Jiří Kotana Vladimír Lánský / Josef Hendrych Rudolf Flégr / Milan Řehoř 409,7 | RDA Dieter Friedrich / Horst Kleinert Dieter Göthe / Helmut Weise Franz Brendel / Günter Grosswig 515,8 | Austria · Wolfram Steinwendtner / Bruno Kerbl · Harry Jarosch / Eduard Haider · Alfred Falkner / Richard Schauer · 718,9 |

### Femenino
| Evento         | Oro                                               | Plata                                                      | Bronce                                                       |
| -------------- | ------------------------------------------------- | ---------------------------------------------------------- | ------------------------------------------------------------ |
| F1 individual  | Rosemarie Biesinger RFA 350,5 s                   | Karin Tietze RDA 353,4 s                                   | Eva Setzkorn RDA 373,0 s                                     |
| F1 por equipos | Eva Setzkorn Elfriede Hugo Karin Tietze RDA 574,0 | Rosemarie Biesinger Anni Reifinger Hanni Schulte RFA 696,1 | Jaroslava Havlová Květa Havlová Renata Knýová Checoslovaquia |

### Mixto
| Evento        | Oro                                              | Plata                                       | Bronce                                                  |
| ------------- | ------------------------------------------------ | ------------------------------------------- | ------------------------------------------------------- |
| C2 individual | Dana Martanová Jiří Pecka Checoslovaquia 396,1 s | Simone Gavinet René Gavinet Francia 461,1 s | Jarmila Pacherová Miroslav Čihák Checoslovaquia 505,0 s |

## Medallero
| Núm. | País           | Oro | Plata | Bronce | Total |
| ---- | -------------- | --- | ----- | ------ | ----- |
| 1    | Checoslovaquia | 4   | 1     | 4      | 9     |
| 2    | RFA            | 3   | 1     | 0      | 4     |
| 3    | RDA            | 1   | 4     | 2      | 7     |
| 4    | Francia        | 1   | 1     | 0      | 2     |
| 5    | Austria        | 0   | 1     | 1      | 2     |
| 5    | Suiza          | 0   | 1     | 1      | 2     |
| 7    | Yugoslavia     | 0   | 0     | 1      | 1     |
|      | TOTAL          | 9   | 9     | 9      | 27    |